# Argyractis limalis
Argyractis limalis là một loài bướm đêm trong họ Crambidae.